# ليام دويل
ليام دويل (بالإنجليزية: Liam Doyle)‏ (1 يوليو 1992 في المملكة المتحدة - ) هو لاعب كرة قدم بريطاني في مركز الوسط. شارك مع منتخب جزيرة مان لكرة القدم. أما مع النوادي، فقد لعب مع نادي بان.

## وصلات خارجية
- ليام دويل على موقع الدوري الأمريكي (الإنجليزية)
- ليام دويل على موقع قاعدة بيانات كرة القدم.إي يو (الإنجليزية)
- ليام دويل على موقع Soccerway.com (الإنجليزية)